# Okręg wyborczy nr 102 do Sejmu Polskiej Rzeczypospolitej Ludowej (1989–1991)
Okręg wyborczy nr 102 do Sejmu Polskiej Rzeczypospolitej Ludowej (1989–1991) obejmował województwo włocławskie. W ówczesnym kształcie został utworzony w 1989. Wybieranych było w nim 5 posłów w systemie większościowym.
Siedzibą okręgowej komisji wyborczej był Włocławek.

## Wybory parlamentarne 1989

### Mandat nr 396 –Polska Zjednoczona Partia Robotnicza
| Kandydat | I tura | I tura | II tura | II tura |
| Kandydat | Głosów | %      | Głosów  | %       |
| --- | ------ | ------ | ------- | ------- |
| Dobrochna Kędzierska-Truszczyńska                                                                              | 25 590 | 18,09  | 29 331  | 43,32   |
| Mirosław Krajewski                                                                                             | 12 165 | 8,60   | 26 631  | 39,33   |
| Zbigniew Szulc                                                                                                 | 10 407 | 7,36   | —       | —       |
| Franciszek Wyrębski                                                                                            | 8674   | 6,13   | —       | —       |
| Bogumił Witkowski                                                                                              | 8184   | 5,78   | —       | —       |
| Krystian Urbański                                                                                              | 8162   | 5,77   | —       | —       |
| Eugeniusz Komorowski                                                                                           | 7698   | 5,44   | —       | —       |
| Jerzy Turski                                                                                                   | 5959   | 4,21   | —       | —       |
| Liczba głosów ważnych: 141 479 (I tura) • 67 712 (II tura) Źródło: Państwowa Komisja Wyborcza I tura i II tura |        |        |         |         |

### Mandat nr 397 –Polska Zjednoczona Partia Robotnicza
| Kandydat | I tura | I tura | II tura | II tura |
| Kandydat | Głosów | %      | Głosów  | %       |
| --- | ------ | ------ | ------- | ------- |
| Alicja Bieńkowska                                                                                              | 16 537 | 11,85  | 34 283  | 50,63   |
| Jolanta Młodecka                                                                                               | 13 155 | 9,43   | 21 598  | 31,89   |
| Stanisław Białowąs                                                                                             | 8480   | 6,08   | —       | —       |
| Marek Olewiński                                                                                                | 8065   | 5,78   | —       | —       |
| Jan Konieczny                                                                                                  | 7995   | 5,73   | —       | —       |
| Wojciech Warkocki                                                                                              | 6874   | 4,93   | —       | —       |
| Tadeusz Joachimiak                                                                                             | 6862   | 4,92   | —       | —       |
| Grzegorz Wiśniewski                                                                                            | 4881   | 3,50   | —       | —       |
| Ryszard Skolasiński                                                                                            | 3341   | 2,40   | —       | —       |
| Liczba głosów ważnych: 139 501 (I tura) • 67 717 (II tura) Źródło: Państwowa Komisja Wyborcza I tura i II tura |        |        |         |         |

### Mandat nr 398 –Zjednoczone Stronnictwo Ludowe
| Kandydat | I tura | I tura | II tura | II tura |
| Kandydat | Głosów | %      | Głosów  | %       |
| --- | ------ | ------ | ------- | ------- |
| Stanisław Stasiak                                                                                              | 25 718 | 17,74  | 32 529  | 48,02   |
| Czesław Biały                                                                                                  | 16 360 | 11,28  | 23 190  | 34,24   |
| Ryszard Kwiatkowski                                                                                            | 13 211 | 9,11   | —       | —       |
| Jan Lewandowski                                                                                                | 12 457 | 8,59   | —       | —       |
| Stanisław Przybyłowski                                                                                         | 10 086 | 6,96   | —       | —       |
| Hubert Piotrowski                                                                                              | 8989   | 6,20   | —       | —       |
| Liczba głosów ważnych: 144 992 (I tura) • 67 734 (II tura) Źródło: Państwowa Komisja Wyborcza I tura i II tura |        |        |         |         |

### Mandat nr 399 –Stronnictwo Demokratyczne
| Kandydat | I tura | I tura | II tura | II tura |
| Kandydat | Głosów | %      | Głosów  | %       |
| --- | ------ | ------ | ------- | ------- |
| Andrzej Konopka                                                                                                | 34 947 | 23,23  | 38 262  | 56,54   |
| Błażej Sobierajski                                                                                             | 30 854 | 20,51  | 20 287  | 29,98   |
| Ryszard Tomczewski                                                                                             | 19 236 | 12,78  | —       | —       |
| Wojciech Dykczyński                                                                                            | 12 984 | 8,63   | —       | —       |
| Liczba głosów ważnych: 156 739 (I tura) • 67 667 (II tura) Źródło: Państwowa Komisja Wyborcza I tura i II tura |        |        |         |         |

### Mandat nr 400 – bezpartyjny
| Kandydat                                                          | Głosów  | %     |
| ----------------------------------------------------------------- | ------- | ----- |
| Tadeusz Kaszubski                                                 | 107 130 | 68,35 |
| Henryk Machowski                                                  | 15 972  | 10,19 |
| Konstanty Grzegórski                                              | 14 073  | 8,98  |
| Adam Kozdryk                                                      | 6649    | 4,24  |
| Liczba głosów ważnych: 156 739 Źródło: Państwowa Komisja Wyborcza |         |       |